# Vetenskapsåret 2004

## Händelser

### Antropologi
- 27 oktober - upptäckten av en tidigare okänd människoart, Homo floresiensis, i Indonesien offentliggörs.[1]
- 19 november - Spanska paleontologer upptäcker ett 13 miljoner år gammalt skelett som kanske är en gemensam förfader till oss och aporna.

### Arkeologi
- 9 september - Skelett av svan- och fisködlor har hittats vid Svalbard av norska paleontologer.[2]

### Astronomi och rymdfart
- Januari - Hubbleteleskopet lyckas ta bilder på de tidigaste galaxerna, vissa av dem från "Universums barndom", då det var 300 miljoner år gammalt.[2]
- 3 januari - NASA gör en lyckad landning med robotbilen Spirit på Mars.
- 4 januari - Jorden vid perihelium.
- 15 januari - Rymdrobotbilen Spirit kör ner från sin landningsramp och påbörjar sitt uppdrag på Mars.
- 17 januari – Starkaste meteoritnedslaget i Sverige på minst 20 år sker nära Jokkmokk.[2]
- 23 januari - Rymdfartsorganisationen ESA håller en presskonferens i Darmstadt därför att rymdsonden Mars Express har sett tecken på vatten på Mars.
- 25 januari - Robotbilen Opportunity landar på Mars och börjar sända bilder till NASA.
- Februari
  - Astronomer lyckas för första gången få bild på "dödskampen" då en stjärna slits sönder av tidvattenkrafterna och äts upp i ett svart hål, vilket sker i galaxen RXJ 1242-11.[2]
  - Europeiska satelliten Rosetta inleder sin resa till kometen 67P/Churyumov-Gerasimenko. 2014 skall satelliten komma fram.[2]
- 17 februari - Amerikanska astronomer gör upptäckten av en himlakropp med namnet DW 2004, som är cirka två tredjedelar så stor som Pluto och som rör sig i bana runt solen i Kuiperbältet.
- 1 mars - En extremt avlägsen galax på 13,2 miljarder ljusår från jorden upptäcks av astronomer från Schweiz och Frankrike. Man har aldrig sett galaxer på ett sådant avstånd tidigare.
- 2 mars - Efter cirka ett års förseningar lyfter rymdsonden Rosetta på en elva år lång resa till kometen 67P/Churyumov-Gerasimenko.
- 15 mars - Astronomer offentliggörs upptäckten av Sedna en planetoid liknande Pluto kretsande kring solen.
- 14 maj - Den privata rymdfarkosten SpaceShipOne når upp till 64 kilometers höjd vid en testflygning i Kalifornien, USA och sätter därmed ett rekord.
- 18 maj - vetenskapsmän vid Chandra X-ray Observatory offentliggör resultat som stöder uppfattningen att universums expansion accelererar.[3]
- Juni - Svenska månsonden SMART-1, utvecklad av Rymdbolaget, levererar sin första bild av Jorden, då den fotograferar västra Europa och Nordafrika med sin AMIE-kamera.[2]
- 1 juli - Rymdsonden Cassini går in i bana runt Saturnus.[4]
- 8 juli - Planeten Saturnus i konjunktion med solen.
- 9 juli - Rymdsonden Cassini som är på väg till månen Titan sänder detaljerade bilder av Saturnus ringar.
- 15 juli - Stephen Hawking meddelar att han förlorat en vadslagning från 1975 mot John Preskill där Stephen Hawking påstod att man inte kan lämna ett svart hål.[2]
- Augusti - USA skickar iväg sonden MESSENGER mot Merkurius, där den 2011 skall lägga sig i bana runt planeten.[2]
- 25 augusti - På ESOFkonferensen i Stockholm meddelar europeisk astronomer att man hittat den minsta planeten någonsin utanför Solsystemet. Den ligger 50 ljusår bort, i ett planetsystem vid stjärnan My Arae i stjärnbilden Altaret.[2]
- 8 september - NASA:s rymdkapsel Genesis återvänder till jorden efter tre år i rymden. Genesis har samlat in solpartiklar men återfärden gick snett och resultaten kanske inte kan användas.
- 4 oktober - Privatägda SpaceShipOne vinner X-prize efter att ha klarat sin andra bemannade färd med en topphöjd av 112 kilometer.
- 13 december - Planeten Pluto står i konjunktion med solen.
- 25 december - Rymdsonden Huygens släpps från rymdfarkosten Cassini och påbörjar sin färd mot Saturnus måne Titans yta.
- 27 december - Strålning från explosionen av supermagnetiska neutronstjärnan (Magnetar) SGR 1806-20 når Jorden. Astronomerma räknar senare ut att det är den största explosionen som setts i Vintergatan på 400 år.[5]

### Biologi
- 26 januari - En val exploderar i Tainan City, Taiwan, då den förs genom staden till ett universitet för obduktion.[6]
- 12 februari - Sydkoreanska forskare bevisar att de har gjort förstadier till en klonad människa.
- 7 april - USA:s folkhälso- och cancerinstitut presenterar en studie i medicintidskriften JAMA om påstått samband mellan ofta förekommande ejakulation och ökad risk för prostatacancer.[2]
- 22 april - I tidskriften Nature presenterar japanska forskare hur de har lyckats skapa en mus från arvsmassa av två ägg.
- 30 september - Första foto levande Jättebläckfisk[7] (Architeuthis), utanför Ogasawaraöarna, nordvästra Stilla havet.

### Fysik
- 14 januari - fysiker vid Pennsylvania State University skapar det första fasta Bose-Einstein kondensatet.[8]
- 3 februari - Ryska och amerikanska fysiker presenterar resultat som indikerar att de funnit grundämnena med atomnummer 113 och 115.[9]
- 22 mars - Forskare från Australien, Ryssland och Grekland meddelar att de skapat ett nytt material, gjort av nano-skum av kol. Det har den lägsta densitet som någonsin har kunnat konstateras för ett material i fast form.[10]
- 19 maj - Ett forskarlag med europeiska vetenskaps forskare blir först att producera Tonks–Girardeaugas.[11]
- 24 september - Fysiker från Université Joseph Fourier och Institut Laue-Langevin i Grenoble meddelar att man upptäckt en lösning som ändras från flytande till fast när de upphettas och smälter igen när det svalnat.[12]

### Medicin
- 29 januari - Forskare i Sverige och USA lyckas fotografera hjärnan och se skadorna vid Alzheimers sjukdom med en PET-kamera.[2]
- 6 april - Efter tre års forskning vid Lunds universitetssjukhus i Sverige kan forskarna se att all sorts cancer i grunden är lika.[2]
- 11 maj - Kronprinsessan Victoria av Sverige inviger ett nytt diabetescentrum vid Karolinska sjukhuset. Samtidigt presenteras en ny medicin mot åldersdiabetes, som inom tre år skall kunna erbjudas patienter.[2]
- 24 juni - Tyska läkare upptäcker ett genetiskt fel hos en fyraårig pojke som ger honom extremt stora muskler.
- 16 juli - Danska forskare har utvecklat ett sk. DNA-vaccin mot AIDS.
- 23 september - En belgisk kvinna föder ett friskt barn efter att ha genomgått världens första transplantation av en del av en äggstock.
- 26 oktober - Svenska regeringen beslutar att kompensera alla neurosedynskadade i Sverige med drygt en halv miljon SEK var.[13]

### Paleontologi
- Okänt datum - Ett lag lett av Neil Shubin upptäcker under sommaren fossiler, Lobfeniga fiskarna Tiktaalik på Ellesmereön i Nunavut, Kanada, betydande i utvecklingen av tetrapodas.[14]

### Zoologi
- 5 februari - Brittiska forskare studerar en förklaring till hur duvor hittar; de följer mänskliga vägnät inklusive rondeller.
- 9 oktober - Publiceras en bild som tagits i Kongo-Kinshasa, Afrika av en två meter hög apa. Apan kan tillhöra en tidigare okänd art.

## Pristagare
- Abelpriset: Michael F Atiyah, Isadore Singer
- Brinellmedaljen: Toshishiko Emi
- Copleymedaljen: Harold Kroto
- Darwinmedaljen: Enrico Coen och Rosemary Carpenter
- Davymedaljen: Takeshi Oka
- De Morgan-medaljen: Roger Penrose
- Gad Rausings pris för framstående humanistisk forskargärning: Professor emeritus Ulf Telemand , Universitet i Lund, svensk lingvistik
- George Van Biesbroecks pris:
  - Astronomi: P James E Peebles
  - Medicin: Stanley N Cohen, Herbert W Boyer, Yuet Wai Kan och Richard Doll
  - Matematik: Shiing-Shen Chern
- Göran Gustafssonpriset:
  - Molekylär biologi: Elisabeth Sauer-Eriksson
  - Fysik: Ariel Gobar
  - Kemi: Owe Orwar
  - Matematik: Jeffrey Steiff
  - Medicin: Jan Borén
- Ingenjörsvetenskapsakademien utdelar Stora guldmedaljen till Lennart Philipson
- Nobelpriset:[15]
  - Fysik: David J. Gross, H. David Politzer och Frank Wilczek
  - Kemi: Aaron Ciechanover, Avram Hershko och Irwin Rose
  - Fysiologi/Medicin: Richard Axel och Linda B. Buck
- Shawpriset:Rodger Doxsey
- Steelepriset: Lawrence Evans, Nicolai Krylov, John Milnor och Cathleen Synge Morawetz
- Turingpriset: Vinton Cerf och Bob Kahn
- Wollastonmedaljen: Geoffrey Eglinton[16]

## Avlidna
- 15 augusti - Sune Bergström, 88, svensk professor emeritus och nobelpristagare.
- 30 augusti - Fred L. Whipple, amerikansk astronom.
- 18 november - Robert Bacher, 99, kärnfysiker, en av de ledande i Manhattanprojektet.

### Fotnoter
1. ↑  Resultaten publicerades i tidskriften Nature.
2. 1 2 3 4 5 6 7 8 9 10 11 12 13   När Var Hur 2005. DN
3. ↑  Chandra – Photo album: Galaxy Clusters and Dark Energy (engelska)
4. ↑   När Var Hur 2006. DN
5. ↑  Nature – Huge explosion traced to exotic star (engelska)
6. ↑  Taiwan News Online – Sperm whale explodes in Tainan City (engelska)
7. ↑   Live Giant Squid, SciAm /scientificamerican.com (läst 10 juni 2025)
8. ↑  http://www.nature.com/doifinder/10.1038/nature02220 Nature
9. ↑  Phys. Rev. C 69 021601
10. ↑  IOP Publishing – Nano-foam makes magnetic debut Arkiverad 3 augusti 2004 hämtat från the Wayback Machine.
11. ↑  Nature
12. ↑  Journal of Chemical Physics
13. ↑   När Var Hur 2006. DN
14. ↑  Daeschler, Edward B.; Shubin, Neil H.; Jenkins, Farish A., Jr (6 april 2006). ”A Devonian tetrapod-like fish and the evolution of the tetrapod body plan”. Nature "440" (7085):  ss. 757–763. doi:10.1038/nature04639. PMID 16598249. http://www.nature.com/nature/journal/v440/n7085/abs/nature04639.html.
15. ↑  ”Nobelpriset”. http://nobelprize.org/nobel_prizes/lists/all/index.html. Läst 10 april 2011.
16. ↑  ”Geological Society”. Arkiverad från originalet den 5 juni 2011. https://web.archive.org/web/20110605102217/http://www.geolsoc.org.uk/gsl/society/history/page750.html. Läst 14 april 2011.